# Cladosporium atriellum
Cladosporium atriellum är en svampart som beskrevs av Cooke 1878. Cladosporium atriellum ingår i släktet Cladosporium och familjen Davidiellaceae.   Inga underarter finns listade i Catalogue of Life.